# Музей єврейства міста Бердичева
Музей єврейства міста Бердичева (англ. Jewish Museum of the city of Berdichev) — музей, присвячений єврейській культурі та релігійній традиції, історії життя євреїв на терені Бердичева.

## Місце розташування
Музей єврейства міста Бердичева (Житомирської обл.) знаходиться у центрі міста (вулиця Європейська, 15), у приміщенні Бердичівської міської бібліотеки для дітей.

## Історія створення
Ідея створити музей єврейства виношувалась кілька років. Після тривалих пошуків та обговорень, вибір припав на приміщення Бердичівської міської бібліотеки для дітей.
Реалізували проект вдалося завдяки співпраці з єврейською громадою міста Бердичева та її духовними наставниками — рабинами Моше Талером та Аківою Нємим.
18 вересня 2015 року відбулося урочисте відкриття Музею єврейства міста Бердичева.
Мета створення та діяльності музею єврейства Бердичева — накопичення та збереження єврейської історії, популяризація інформації про культуру та традиції єврейського народу. Експонати для музею частково подарувала єврейська громада Бердичева, частково — мешканці міста.

## Про музей
Музей єврейства м. Бердичева — перший музей у місті, який присвячений історії становлення і розвитку місцевої єврейської громади, вшанування та увічнення пам'яті жертв Голокосту. Музейні експонати розповідають про вагомий вплив єврейської громади на розвиток Бердичева.
Експозиція музею поділена на кілька тематичних сегментів, до яких входять документи, фотографії, листи, спогади очевидців, що оповідають про життя євреїв у місті Бердичеві, починаючи з кінця 17 століття до теперішнього часу.
У музейних залах експонати на фоні 3D світлин старого міста розповідають все про життя бердичівських євреїв — про святкові дати й повсякдення заможних і бідних, лікарів, банкірів, інженерів, педагогів і звичайних ремісників та мілких торговців. Строкатої й колоритної громади, котра дала світу чимало видатних особистостей.
Перша зала присвячена історії, релігії і культурі єврейства. У залі представлені старовинні предмети побуту, святі книги, музичні інструменти, одяг і традиційний святковий стіл, накритий за традиціями шабата. Предметний ряд (предмети побуту, музичні інструменти) розповідає про життя бердичівських євреїв, а справжність речей довершують розповіді про духовне і повсякденне їх життя.
Їх долі поєднав Бердичів – тематичний фотосегмент музею, який розповідає про видатних євреїв, які народилися або перебували певний час у Бердичеві: Василь Гроссман, Шолом-Алейхем, Фрідріх Горенштейн, Стер Єлісаветський (дослідник Голокосту у Бердичеві), Антон Григорович та Микола Григорович Рубінштейн, та інші.
Друга і третя зала — присвячені тематиці Голокосту, вони мають найбільше емоційне навантаження. Головна мета — зберегти і донести до майбутніх поколінь історію про цю безпрецедентну трагедію євреїв у Бердичеві 1941—1944 рр., зберегти пам'ять про тих, хто страждав і був знищений. За роки окупації Бердичева було знищено 38 336 осіб єврейської національності.
Щорічно, 15 вересня, біля пам'ятного знака загиблим в'язням гетто, відбуваються мітинги вшанування пам'яті розстріляних євреїв. У цей один день, 1941 року було знищено більше ніж 12 тисяч євреїв.

## Колекція
У музеї зібрано 198 предметів зберігання. Основне завдання у збирані колекції відобразити єврейську культуру та історію бердичівської єврейської громади, з часу першої згадки про євреїв (1593 рік) і до сьогодення. Це, в першу чергу, картини, археологічні знахідки, предмети побуту, грошові банкноти, преса, архівні документи та інше.

## Дослідження
У 2017 році була організована виставка «Медики-євреї», як результат дослідження ролі єврейської громади в історії розвитку медицини в місті. Ідея виникла у зв'язку із бажанням розповісти про неординарну особистість — уродженця Бердичева  Давида Шеренціса [Архівовано 25 березня 2018 у Wayback Machine.], лікаря, мецената, архітектора і засновника міського театру. У 2015—2017 рр. було проведено реставрацію приміщення, 14 січня 2018 року відбулася культурна подія року — відкриття Музично-драматичного театру на Європейській.

## Фотогалерея

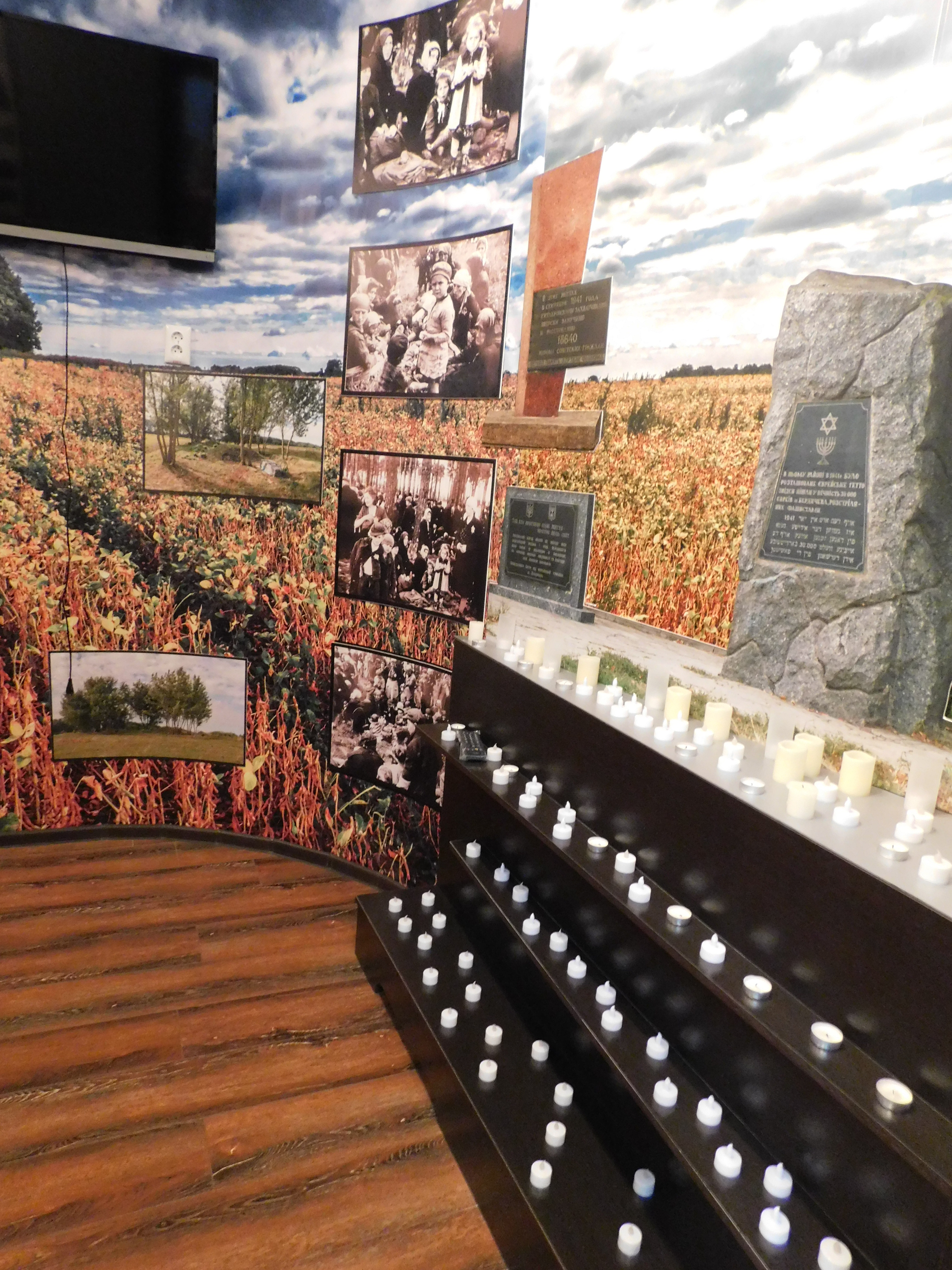
Зал пам'яті жертв Голокосту
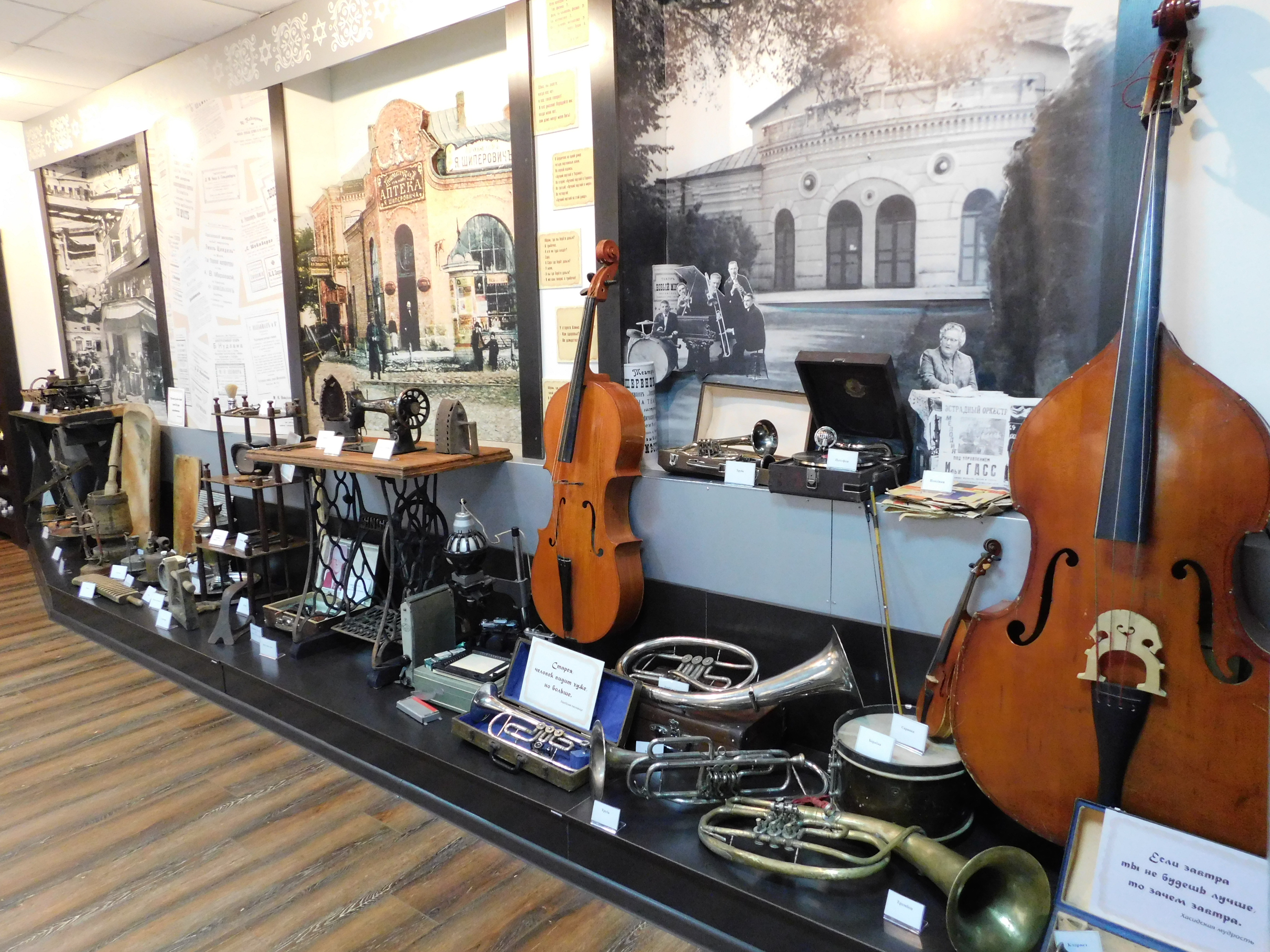
Зал присвячений історії, релігії та культурі єврейської громади м. Бердичева
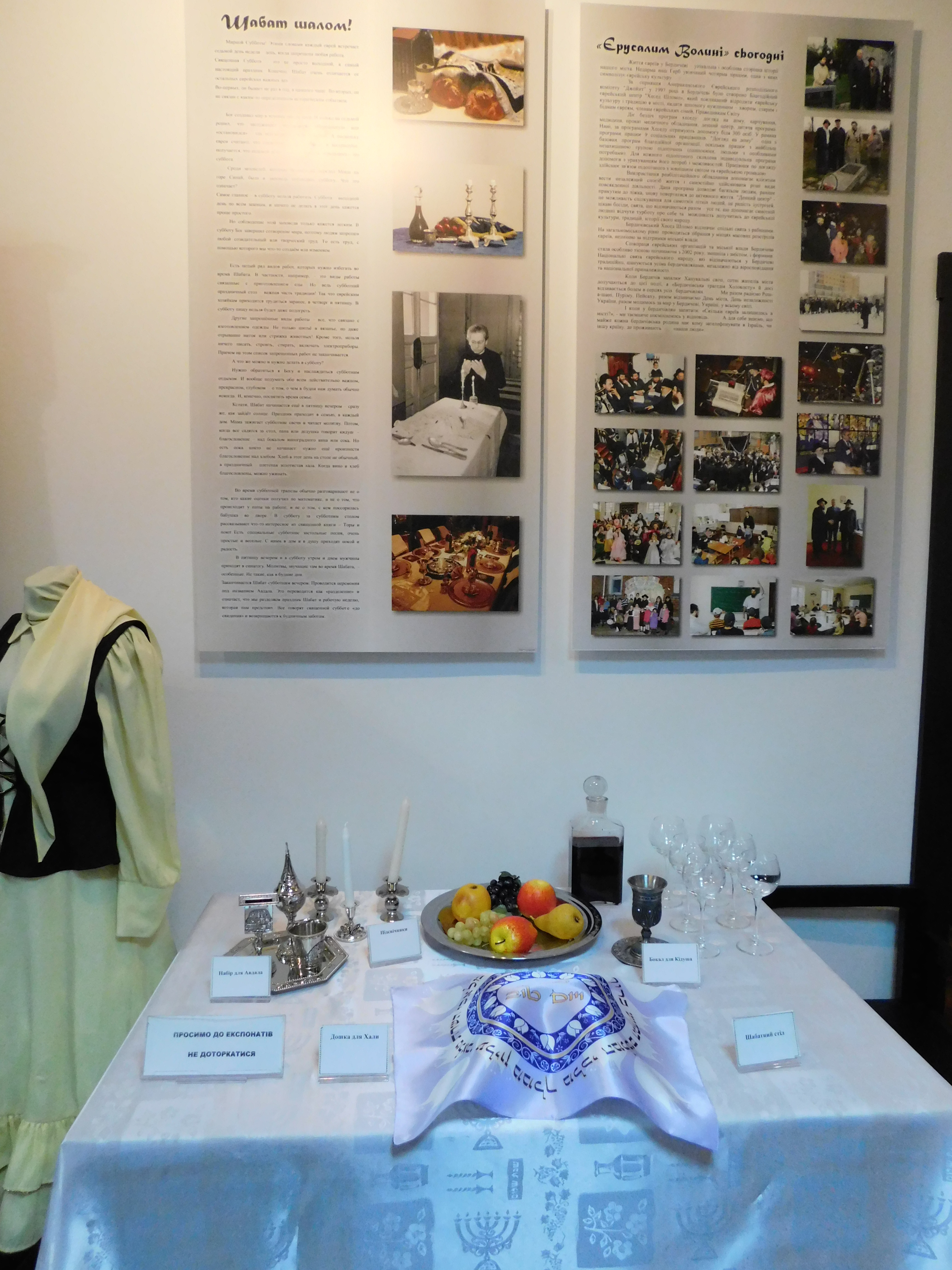
Свято Шабат